# Balmaceda nigrosecta
Balmaceda nigrosecta is een spinnensoort uit de familie van de springspinnen (Salticidae).
De wetenschappelijke naam van de soort werd in 1945 gepubliceerd door Cândido Firmino de Mello-Leitão.